# 艾伦·韦斯特
艾伦·韦斯特（英語：Allen West，1872年8月2日—1952年8月31日），美国男子网球运动员。他曾代表美国参加1904年夏季奥林匹克运动会网球比赛，搭档约瑟夫·韦尔获得男子双打铜牌。